# Banshee
En banshee er en kvindelig ånd i den irske mytologi. Den ses normalt som et varsel på død og et sendebud fra den anden side. Banshee'er går i hætteklædte pjækkerter, kapper eller slag. Deres skrig varsler død; en advarsel om, at der vil komme et dødsfald i familien. De er mystiske væsener, og mærkeligt nok er de ikke frygtet. De ses som villige hjælpere, der vises nyttige på kritiske tidspunkter. En banshee har en omsorgsfuld karakter, er venlig og godhjertet. Familien er det vigtigste for den.